# Валемайо
Валема̀йо (на италиански: Vallemaio, до 1923 г. Vallefredda, Валефреда) е село и община в Централна Италия, провинция Фрозиноне, регион Лацио. Разположено е на 337 m надморска височина. Населението на общината е 984 души (към 2010 г.).